# 352-ге крило спеціальних операцій (США)
352-ге крило спеціальних операцій (США) (англ. 352d Special Operations Wing) — військове формування, авіаційне крило сил спеціальних операцій повітряних сил США, які входить до складу Командування спеціальних операцій Повітряних сил США для виконання різнорідних спеціальних операцій. Основним пунктом базування авіаційного крила є військово-повітряна база Мілденхолл, Велика Британія.

## Зміст
352-ге крило є основою повітряного компоненту сил спецоперацій на Європейському континенті й організаційно підпорядковується Європейському командуванню ЗС США через командування ССО «Європа». Авіаційне формування також діє в інтересах Африканського і Центрального командувань ЗС США (в Південно-Західній Азії та на Близькому Сході).
Основним призначенням 352-го крила спеціальних операцій у мирний час є підтримка різнорідних операцій найвищого пріоритету та високого ступеня складності в інтересах американських та союзних сил спецоперацій, участь в спільних навчаннях та тренуваннях, а також безпосередня участь у бойових операціях у зонах відповідальності Європейського та Африканського командувань. До типових завдань відносяться: захоплення та утримання передових зон висадки та майданчиків підскоку, безпосередня повітряна підтримка на полі бою наземних військ, евакуація та ексфільтрація постраждалих із загрозливих районів та об'єктів.
Формування авіаційного крила брали участь в операціях «Буря в пустелі», «Провайд Комфорт», «Нескорена свобода», «Свобода Іраку», «Провайд Проміс», «Денай флайт», «Союзна сила», «Ашурд Респонс», «Сілвер Анвіл», «Атлас Респонс», «Саппорт Хоуп», «Джойнт Ендевор», «Обдумана сила», «Гардіан Ассістенс», «Шайнінг Експрес», «Отем Ретурн», «Ашурд Делівері», «Астер Сільвер», «Нескорена свобода» — Західна Сахара, «Одіссея. Світанок» та Операція «Юнайтед протектор». Крило найактивнішим чином діє на підтримку спеціальних операцій у війні в Афганістані.

## Склад
- 752-га група спеціальних операцій:
  - 7-ма ескадрилья спецоперацій (CV-22 Osprey);
  - 67-ма ескадрилья спецоперацій (MC-130J Commando II);
  - 321-ша ескадрилья спеціальної тактики;
  - 352-га ескадрилья підтримки спецоперацій;
- 352-га група забезпечення спеціальних операцій:
  - 352-га ескадрилья забезпечення спецоперацій;
  - 352-га ескадрилья аеротехнічного забезпечення спецоперацій;
  - 352-га ескадрилья забезпечення сил підтримки спецоперацій;